# Karel De Wulf
Pour les articles homonymes, voir Wulf.
Karel De Wulf, né le 25 janvier 1865 à Bruges (Belgique) et mort le 8 janvier 1904 à Bruges, est un architecte archéologue belge.

## Récompenses et distinctions
- Prix de Rome belge 1887